# Marino Lejarreta

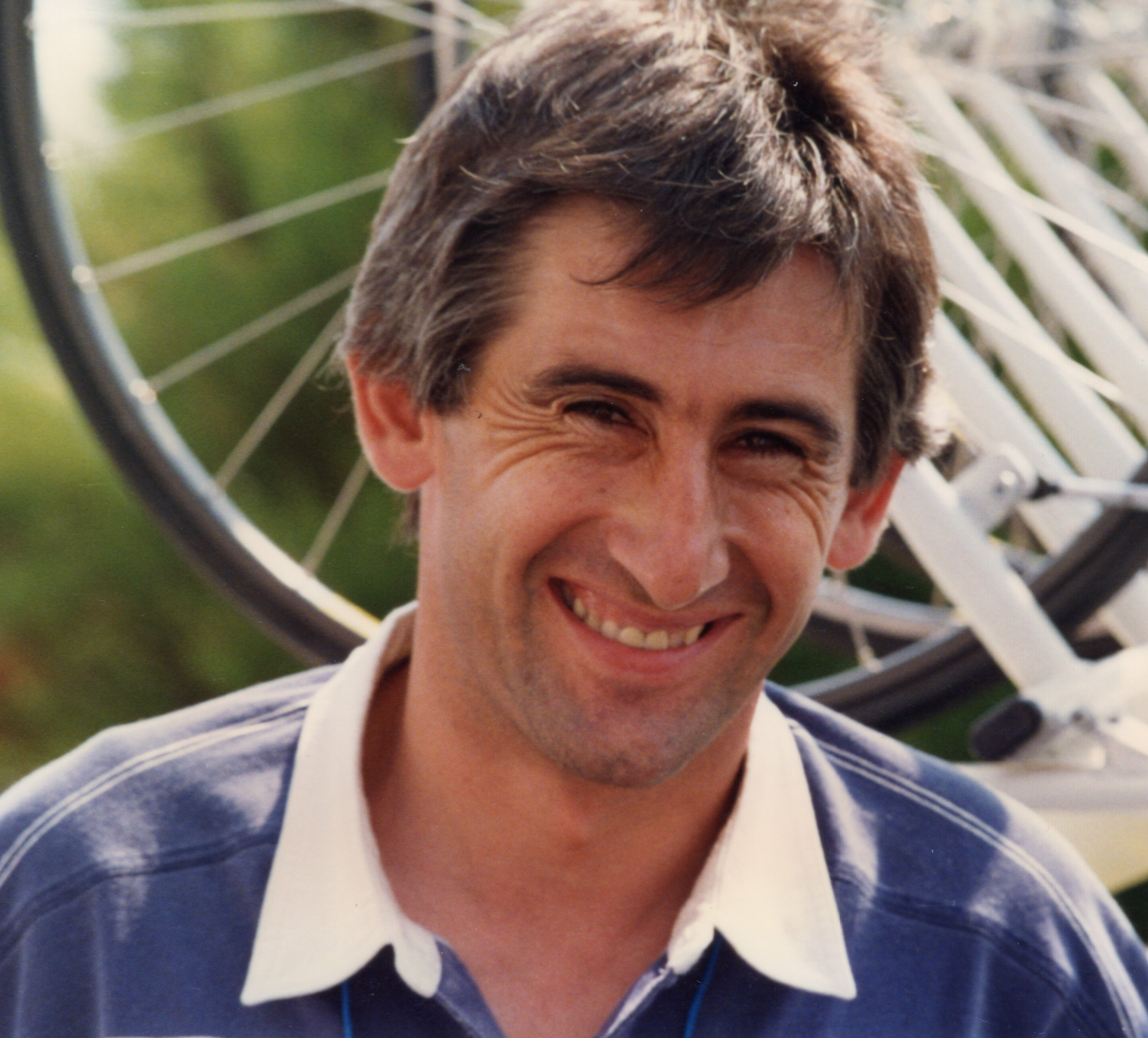
Marino Lejarreta

Marino Lejarreta Arrizabalaga (Bérriz, Vizcaya, 14 de mayo de 1957), apodado El Junco de Bérriz, es un exciclista español, profesional entre los años 1979 y 1992, durante los cuales consiguió 52 victorias, formó parte de la época en la que empezó a cultivarse el ciclismo español con la retransmisión en directo del final de las etapas desde 1983. La época o generación que él representa está formada por ciclistas como Ángel Arroyo o José Luis Laguía, y la acabó liderando Pedro Delgado con el paso del tiempo.
Sus pulsaciones por minuto eran de 52.[cita requerida]
Su hermano, Ismael Lejarreta (1953), y su sobrino, Iñaki Lejarreta (1983-2012), también fueron ciclistas profesionales.

## Biografía
Deportivamente era un corredor de gran clase, ciclista de gran fondo, escalador por naturaleza y que a partir de su estancia en Italia mejoró en contrarreloj hasta el punto de acabar siendo una de sus mejores armas. Marino militó en siete equipos: Novostil-Helios, Teka, Alfa Lum, Alpilatte-Olmo, Seat-Orbea, Caja Rural-Orbea y ONCE. Se le puede considerar como la piedra angular del ONCE al ser el primer capitán del equipo. Dedicó gran parte de su carrera a disputar las Grandes Vueltas, realizando frecuentemente buenas actuaciones y ganando etapas en las tres. Al principio de su carrera deportiva, compitió sobre todo en la Vuelta a España, la cual ganó en año 82. Fue un gran aficionado al Giro de Italia, donde siempre logró buenos resultados. Hacia el ocaso de su carrera, comenzó a correr también el Tour, corriendo y finalizando, en varias ocasiones, las tres Grandes Vueltas.
En la Vuelta a España, fue ganador en 1982 merced a la descalificación de Ángel Arroyo por dopaje. También terminó segundo en 1983 y tercero en 1991, en la que venció su compañero de equipo Melchor Mauri. También quedó quinto en 1980 y 1986 y logró cinco triunfos parciales.
En el Giro de Italia, donde logró dos triunfos parciales, estuvo cerca varias veces de subir al podio, aunque nunca lo logró. Fue cuarto en 1984 y 1987, quinto en 1985 y 1991, sexto en 1983, séptimo en 1990 y décimo en 1989.
En el Tour de Francia logró solo una victoria de etapa, pero fue 5.º en 1989 y 1990, 10.º en 1987, 16.º en 1988 y 18.º en 1986.
Ganó tres ediciones de la Clásica de San Sebastián, y en 1982 estuvo cerca de ganar el Campeonato del Mundo de ciclismo, marchando escapado en los últimos kilómetros, aunque al final fue neutralizado y solo pudo ser quinto.
En abril de 1992 sufrió una aparatosa caída que le mantuvo seis meses alejado de la competición, durante el transcurso de la 38.ª edición del Gran Premio de Primavera (ahora Klasika Primavera), en Amorebieta (Vizcaya). Aunque volvió a la competición en octubre del mismo año en la Vuelta a la Rioja, Lejarreta abandonó el ciclismo profesional al término de esa temporada.
Tras ser uno de los directores del desaparecido equipo ONCE, actualmente[actualizar] es comentarista en las retransmisiones ciclistas de EITB y reside en Durango.

## Palmarés
| 1980 - Volta a Cataluña - Escalada a Montjuic, más 1 etapa - 1 etapa de la Vuelta a Asturias 1981 - Clásica de San Sebastián - Subida al Naranco - Clásica de Ordizia - Circuito de Guecho - 1 etapa del Tour de Tarn 1982 - Clásica de San Sebastián - Vuelta a España , más 1 etapa - Vuelta a Castilla, más 1 etapa - Vuelta a Cantabria, más 1 etapa - Vuelta a La Rioja - Escalada a Montjuic, más 2 etapas - 1 etapa de la Vuelta a los Valles Mineros - 1 etapa de la Subida a Arrate 1983 - Giro de los Apeninos - Escalada a Montjuic, más 2 etapas - 2.º en la Vuelta a España, más 3 etapas y clasificación por puntos 1984 - 1 etapa del Giro de Italia - Subida al Txitxarro 1986 - Subida al Naranco - Vuelta a Burgos - 1 etapa de la Vuelta a España | 1987 - Clásica de San Sebastián - Subida a Urkiola - Vuelta a Burgos, más 2 etapas - Bicicleta Eibarresa - Subida a Arrate 1988 - Subida a Urkiola - Vuelta a Burgos, más 1 etapa - Vuelta a Galicia - Escalada a Montjuic, más 2 etapas - Clásica de Ordizia 1989 - Volta a Cataluña - G.P. Primavera - 1 etapa de la Vuelta a La Rioja - Clásica de Ordizia 1990 - 1 etapa del Tour de Francia - Vuelta a Burgos, más 1 etapa - Escalada a Montjuic, más 1 etapa 1991 - 3.º en la Vuelta a España - 1 etapa del Giro de Italia 1992 - Subida al Txitxarro |

## Resultados

### Grandes Vueltas
| Carrera | Carrera         | 1979 | 1980 | 1981 | 1982 | 1983 | 1984 | 1985 | 1986 | 1987 | 1988 | 1989 | 1990 | 1991 | 1992 |
| ------- | --------------- | ---- | ---- | ---- | ---- | ---- | ---- | ---- | ---- | ---- | ---- | ---- | ---- | ---- | ---- |
|         | Giro de Italia  | —    | —    | —    | —    | 6.º  | 4.º  | 5.º  | —    | 4.º  | —    | 10.º | 7.º  | 5.º  | —    |
|         | Tour de Francia | —    | —    | 35.º | 37.º | —    | —    | —    | 18.º | 10.º | 16.º | 5.º  | 5.º  | 53.º | —    |
|         | Vuelta a España | 30.º | 5.º  | Ab.  | 1.º  | 2.º  | Ab.  | —    | 5.º  | 34.º | Ab.  | 19.º | 55.º | 3.º  | —    |

### Vueltas menores
| Carrera | Carrera                | 1979 | 1980 | 1981 | 1982 | 1983 | 1984 | 1985 | 1986 | 1987 | 1988 | 1989 | 1990 | 1991 | 1992 |
| ------- | ---------------------- | ---- | ---- | ---- | ---- | ---- | ---- | ---- | ---- | ---- | ---- | ---- | ---- | ---- | ---- |
|         | París-Niza             | —    | —    | 34.º | 14.º | —    | —    | —    | —    | —    | —    | —    | 37.º | —    | —    |
|         | Tirreno-Adriático      | —    | —    | —    | —    | —    | —    | Ab.  | —    | —    | 22.º | —    | —    | —    | —    |
|         | Volta a Cataluña       | —    | 1.º  | 3.º  | Ab.  | —    | —    | —    | 6.º  | 9.º  | 3.º  | 1.º  | 2.º  | 41.º | —    |
|         | Vuelta al País Vasco   | 38.º | 3.º  | 3.º  | 17.º | 3.º  | 3.º  | 3.º  | 11.º | 10.º | 4.º  | 8.º  | 20.º | 5.º  | 31.º |
|         | Tour de Romandía       | —    | —    | —    | —    | —    | —    | 9.º  | —    | —    | —    | —    | —    | —    | —    |
|         | Critérium del Dauphiné | —    | 5.º  | 41.º | 25.º | —    | —    | —    | —    | —    | —    | —    | —    | —    | —    |

### Clásicas y Campeonatos
| Carrera               | Carrera               | 1979 | 1980 | 1981 | 1982 | 1983  | 1984 | 1985 | 1986 | 1987  | 1988 | 1989 | 1990 | 1991  | 1992  |
| --------------------- | --------------------- | ---- | ---- | ---- | ---- | ----- | ---- | ---- | ---- | ----- | ---- | ---- | ---- | ----- | ----- |
|                       | Milan San Remo        | —    | —    | —    | —    | 111.º | 55.º | 33.º | —    | 114.º | 29.º | 65.º | —    | 133.º | 146.º |
| Flecha Valona         | Flecha Valona         | —    | —    | —    | —    | —     | —    | —    | —    | 28.º  | —    | —    | —    | 8.º   | —     |
|                       | Lieja-Bastoña-Lieja   | —    | —    | —    | —    | —     | —    | —    | —    | 24.º  | —    | —    | 42.º | 7.º   | —     |
| Clásica San Sebastián | Clásica San Sebastián | X    | X    | 1.º  | 1.º  | —     | —    | —    | 2.º  | 1.º   | 4.º  | 84.º | 10.º | 19.º  | —     |
| Campeonato de Zúrich  | Campeonato de Zúrich  | —    | —    | —    | —    | —     | —    | —    | —    | —     | —    | 22.º | 4.º  | 69.º  | —     |
| París-Tours           | París-Tours           | —    | —    | —    | —    | —     | —    | —    | —    | —     | —    | —    | 93.º | —     | —     |
|                       | Giro de Lombardía     | —    | —    | —    | —    | 11.º  | 34.º | 4.º  | —    | —     | 3.º  | 30.º | 8.º  | —     | —     |
| Mundial en Ruta       | Mundial en Ruta       | —    | Ab.  | 15.º | 5.º  | 25.º  | 13.º | 57.º | 56.º | 38.º  | 74.º | 11.º | 21.º | 49.º  | —     |
| España en Ruta        | España en Ruta        | 17.º | —    | 10.º | —    | 13.º  | —    | —    | —    | —     | —    | —    | —    | —     | —     |

—: No participa

Ab.: Abandono